# Даунінг (Міссурі)
Даунінг (англ. Downing) — місто (англ. city) в США, в окрузі Скайлер штату Міссурі. Населення — 300 осіб (2020).

## Географія
Даунінг розташований за координатами 40°29′12″ пн. ш. 92°22′7″ зх. д. / 40.48667° пн. ш. 92.36861° зх. д. (40.486772, -92.368616).  За даними Бюро перепису населення США в 2010 році місто мало площу 1,72 км², з яких 1,71 км² — суходіл та 0,01 км² — водойми.

## Демографія
Згідно з переписом 2010 року, у місті мешкало 335 осіб у 160 домогосподарствах у складі 90 родин. Густота населення становила 195 осіб/км².  Було 195 помешкань (113/км²).
Расовий склад населення:
| - 97,6 % — білих - 0,3 % — азіатів |

До двох чи більше рас належало 2,1 %. Частка іспаномовних становила 0,6 % від усіх жителів.
За віковим діапазоном населення розподілялося таким чином: 20,0 % — особи молодші 18 років, 57,6 % — особи у віці 18—64 років, 22,4 % — особи у віці 65 років та старші. Медіана віку мешканця становила 44,8 року. На 100 осіб жіночої статі у місті припадало 91,4 чоловіків;  на 100 жінок у віці від 18 років та старших — 92,8 чоловіків також старших 18 років.
Середній дохід на одне домашнє господарство  становив 36 652 долари США (медіана — 27 292), а середній дохід на одну сім'ю — 41 756 доларів (медіана — 39 375). Медіана доходів становила 28 750 доларів для чоловіків та 21 875 доларів для жінок. За межею бідності перебувало 26,6 % осіб, у тому числі 65,9 % дітей у віці до 18 років та 10,3 % осіб у віці 65 років та старших.
Цивільне працевлаштоване населення становило 145 осіб. Основні галузі зайнятості: освіта, охорона здоров'я та соціальна допомога — 33,8 %, роздрібна торгівля — 11,0 %, мистецтво, розваги та відпочинок — 10,3 %.